# جولة دبي للسيدات 2020
جولة دبي للسيدات 2020 سباق دراجات الهوائية أقيمت في دبي بتاريح 17 - 20 فبراير 2020. أقيمت بتصنيف 2.2 من قبل الاتحاد الدولي، وتعد لاول مرة .

## طريق
| ت | التاريخ   | الجولة                                   | المسافة            | Type | Type        | الفائزون                | الفريق                               |
| - | --------- | ---------------------------------------- | ------------------ | ---- | ----------- | ----------------------- | ------------------------------------ |
| 1 | 17 فبراير | من دبي فستيفال سيتي إلى تاون سكوير دبي   | 99 كـم (61.5 ميل)  |      | Flat stage  | لوسي جارنر (GBR)        | فريق التعاون – ريبسول (فريق السيدات) |
| 2 | 18 فبراير | من دبي فستيفال سيتي إلى سوق الينابيع     | 106 كـم (65.9 ميل) |      | Flat stage  | سماح خالد (JOR)         | فريق الإمارات                        |
| 3 | 19 فبراير | من حديقة وادي حتا إلى سد حتا             | 90 كـم (55.9 ميل)  |      | Hilly stage | تاتسيانا شاراكوفا (BLR) | نادي مينسك للدراجات (فريق السيدات)   |
| 4 | 20 فبراير | من دبي فستيفال سيتي إلى دبي فستيفال سيتي | 112 كـم (69.6 ميل) |      | Flat stage  | نيكول ستيجن (NED)       | دولتشيني – فان إيك – بروكسيموس       |